# 서울청사관리소
서울청사관리소(서울廳舍管理所)는 정부서울청사, 정부춘천지방합동청사 및 정부고양지방합동청사의 보수·유지·관리에 관한 관리본부의 사무를 분장하는 정부청사관리본부의 소속기관이다. 2015년 10월 13일 발족하였으며, 서울특별시 종로구 세종대로 209에 위치하고 있다. 소장은 고위공무원단 나등급에 속하는 일반직공무원으로 보한다.

## 연혁
- 2003년 7월 25일: 정부청사관리소 소속으로 춘천지소 설치.
- 2013년 9월 26일: 정부청사관리소 소속으로 고양지소 설치.
- 2015년 10월 13일: 정부청사관리소가 세종시로 이전함에 따라 서울청사관리소 설치. 춘천지소와 고양지소를 서울청사관리소 소속으로 변경.
- 2016년 12월 27일: 정부청사관리본부 소속으로 변경.

## 조직

### 소장
- 관리과[3]
- 시설과[4]
- 춘천지소[5]
- 고양지소[5]

## 같이 보기
- 정부서울청사
- 정부춘천지방합동청사
- 정부고양지방합동청사